# Paraplotes granulata
Paraplotes granulata es una especie de insecto coleóptero de la familia Chrysomelidae.

## Distribución geográfica
Habita en Lombok.